# Narcisse Théophile Patouillard
Narcisse Theophile Patouillard (Macornay, 2 luglio 1854 – 30 marzo 1926) è stato un micologo e farmacista francese.
Studiò a Besançon e poi alla École Supérieure de Pharmacie a Parigi, dove si diplomò nel 1884 con una tesi sulla struttura e la tassonomia dei funghi Hymenomycetes dal titolo Essai taxonomique sur les familles et les genres des Hyménomycètes. Patouillard praticò la professione di farmacista per più di quarant'anni, prima a Poligny (1881–84), poi a Fontenay-sous-Bois (1884–85), Parigi (1886–1898) e Neuilly-sur-Seine (a partire dal 1898). Dal 1893 al 1900 fu préparateur alla cattedra di Cryptogamie de l'école supérieure de pharmacie a Parigi. Nel 1920 divenne membro onorario della British Mycological Society.
Patouillard è conosciuto per i suoi lavori in tassonomia micologica e durante la sua carriera descrisse molte specie di fungi. Egli pubblicò circa 250 lavori e fu un'autorità nel campo della micologia tropicale. Più di 100 sue pubblicazioni scientifiche riguardano, infatti, studi sulla flora micologica di Brasile, Congo, Guadalupa, Messico, Nuova Caledonia e Tunisia.
Il fungo Inocybe patouillardii, poi rinominato Inosperma erubescens, è stato dedicato a lui.